# Adolfus
Adolfus (Адольфус) — рід плазунів з підродини Ящіркові родини Ящіркові підряду Ящірок. Має 4 види. Отримав назву на честь німецького дослідника Адольфа Фрідриха Мекленбург-Шверінського. Інша назва «центральноафриканська справжня ящірка».

## Опис
Загальна довжина представників цього роду коливається від 50 до 85 см. Голова вкрита зверху великими правильно розташованими щитками, які лежать поверх зрослих із черепом кістяними пластинками — остеодермою. Шия добре помітна. Очі мають подільні повіки, на нижньому розташоване прозоре напівпрозоре віконце. Скронні дуги добре розвинуті. Зуби конусоподібні. Тулуб стрункий, подовжений. Відсутній блиск на лусці, яка не перекриває одна одну. Помірно довгі та розвинені п'ятипалі кінцівки. Хвіст довгий, ламкий, звужується до кінця.
Забарвлення зверху коричневе з різними відтінками. З боків присутні смуги або численні темні цяточки, що переходять на черево та спину.

## Спосіб життя
Мешкають у тропічних лісах, а також у гірській місцині 1500—1800 м над рівнем моря. Весь час перебиває на землі, у листяній підстилці, на відмінну від інших ящірок своєї родини не лазить стінами. Активні вдень. Живляться комахами.
Є яйцекладними ящірками.

## Розповсюдження
Мешкає в Екваторіальній Африці (Уганда, Південний Судан, Республіка Конго, Камерун, Демократична Республіка Конго, Кенія, Руанда, Бурунді, Танзанія, Замбія, ЦАР).

## Види
- Adolfus africanus
- Adolfus alleni
- Adolfus jacksoni
- Adolfus masavaensis